# Pratapgarh (Tripura)
Pratapgarh è una suddivisione dell'India, classificata come census town, di 25.890 abitanti, situata nel distretto del Tripura Occidentale, nello stato federato del Tripura. In base al numero di abitanti la città rientra nella classe III (da 20.000 a 49.999 persone).

## Società

### Evoluzione demografica
Al censimento del 2001 la popolazione di Pratapgarh assommava a 25.890 persone, delle quali 13.151 maschi e 12.739 femmine. I bambini di età inferiore o uguale ai sei anni assommavano a 2.893, dei quali 1.441 maschi e 1.452 femmine. Infine, coloro che erano in grado di saper almeno leggere e scrivere erano 18.652, dei quali 10.174 maschi e 8.478 femmine.